# Vox populi, vox Dei
Vox populi, vox Dei, o també escrit Voicce populi sovint abreujat com a vox populi, és una locució llatina que significa: "la veu del poble és la veu de Déu", és a dir, que l'opinió pública és en possessió de la veritat. És una expressió que significa que oposar-se a l'opinió del poble és com oposar-se a la força divina.

## Història
La idea de la vox populi ja es troba a la literatura grega antiga. Hesíode ja la menciona a la seva obra Els treballs i els dies. A Roma, Marc Anneu Sèneca va dir: «crede mihi, sacra populi lingua est», «creu-me, la llengua del poble és sagrada». A l'edat mitjana, Alcuí de York la menciona a la seva carta a Carlemany, al qual va criticar l'excés de respecte per la veu del poble: «Nec audiendi qui solent dicere, Vox populi, vox Dei, quum tumultuositas vulgi semper insaniae proxima sit» «No hem d'escoltar aquells que solen dir ‘la veu del poble és la veu de Déu’, ja que la tumultuositat del poble sempre és propera a la insània». En l'actualitat, però, la locució vox populi expressa més aviat la idea que cal respectar l'opinió democràtica, que cal respectar la voluntat de la majoria, i que cal que els líders polítics siguin prudents i no caiguin en el populisme.